# Kanton Neuville-de-Poitou
Kanton Neuville-de-Poitou (fr. Canton de Neuville-de-Poitou) je francouzský kanton v departementu Vienne v regionu Poitou-Charentes. Skládá se z 11 obcí.

## Obce kantonu
- Avanton
- Blaslay
- Chabournay
- Charrais
- Cheneché
- Cissé
- Marigny-Brizay
- Neuville-de-Poitou
- Vendeuvre-du-Poitou
- Villiers
- Yversay